# Sainte-Ode
Sainte-Ode este o comună francofonă din regiunea Valonia din Belgia. Comuna este formată din localitățile Amberloup, Tillet, Lavacherie, Aviscourt, Fosset, Herbaimont, Ménil, Sprimont, Tonny, Acul, Beauplateau, Chisogne, Gérimont, Houmont, Hubermont, Laval, Magerotte, Magery, Pinsamont, Rechrival, Renaumont și Le Jardin. Suprafața totală a comunei este de 97,87 km². La 1 ianuarie 2008 comuna avea o populație totală de 2.345 locuitori. 